# レムニスケート

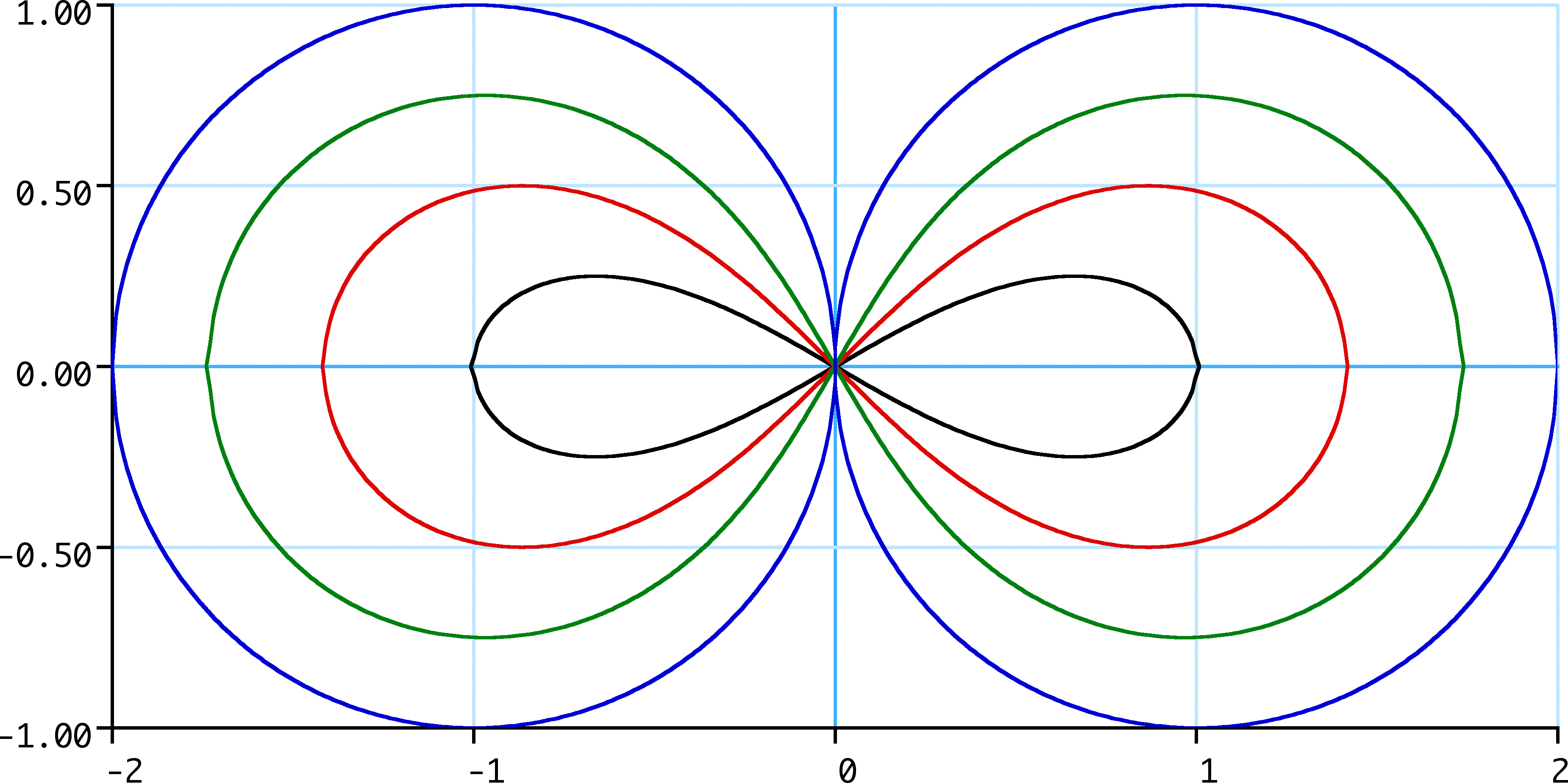
ブースのレムニスケート

ベルヌーイのレムニスケート

ジェロノのレムニスケート

レムニスケート（英: lemniscate）は、代数幾何学において、8の字または∞の形をした平面曲線のいずれかの総称を指す。双紐線、双紐形線、あるいは蔓葉線などとも呼ばれる。
この言葉は、「リボンで飾られた」を意味するラテン語の lēmniscātus に由来し、ギリシャ語で「リボン」を意味する λημνίσκος (lēmnískos)、あるいは、リボンの原料となる羊毛に由来する。
レムニスケートと呼ばれる曲線には、ヒッポペード（ブースのレムニスケート）、ベルヌーイのレムニスケート、ジェロノのレムニスケートという3つの平面四次曲線が含まれる。Hippopede はプロクロス (5世紀) によって研究されたが、「レムニスケート」という用語は17世紀後半のヤコブ・ベルヌーイの研究まで使用されなかった。